# Condado de McMinn
O Condado de McMinn é um dos 95 condados do Estado americano do Tennessee. A sede do condado é Athens, e sua maior cidade é Athens. O condado possui uma área de 1.119 km² (dos quais 5 km² estão cobertos por água), uma população de 49.015 habitantes, e uma densidade populacional de 44 hab/km² (segundo o censo nacional de 2000). O condado foi fundado em 1819.